# Michael Hutchinson
Michael Hutchinson, pseud. Hutchy – belizeński polityk, członek Zjednoczonej Partii Demokratycznej, poseł z okręgu Belize Rural Central i wiceminister ds. rozwoju wsi, samorządu lokalnego i zarządzania kryzysowego w latach 2008-2012.

## Życiorys
Związał się ze Zjednoczoną Partią Demokratyczna i z jej ramienia kandydował do parlamentu.
7 lutego 2008 wygrał wybory parlamentarne w okręgu zdobywając 1963 głosy. Został członkiem Izby Reprezentantów, w po pokonaniu Ralpha Fonseca z PUP stosunkiem głosów: 51.19% do 46,62%
14 lutego premier Dean Barrow powołał go do swojego rządu na stanowisko wiceministra ds. rozwoju wsi, samorządu lokalnego i zarządzania kryzysowego.
W kolejnych wyborach 7 marca 2012 Hutchinson bez powodzenia ubiegał się o reelekcję w tym samym okręgu, przegrywając z polityk PUP: Dolores Balderamos Garcią, stosunkiem głosów: 45,98% do 51,19%